# Pablo Gomes Navarro
Pablo Gomes Navarro (São Paulo, 24 de abril de 1977) é uma jogador brasileiro de hóquei em linha.

## Trajetória esportiva
Iniciou sua carreira na patinação com apenas cinco anos de idade, jogando hóquei tradicional. Em 1993 iniciou no hóquei em linha e, em 1995, entrou na equipe da Boogieman.
No decorrer de sua carreira conquistou desde muito cedo inúmeros títulos individuais e coletivos, como jogador e como técnico de equipes e seleções.
Pretendia encerrar a carreira em 2010, mas inúmeras novas oportunidades o fizeram continuar e, hoje em dia, atua na Equipe do LA Pama Cyclones e na equipe Colorado Thunder Springs, na liga profissional The Piha.

### Clubes em que atuou
- Boogieman (Brasil)
- Sociedade Esportiva Palmeiras (Brasil)
- AABB (Brasil)
- Bogotá Capitals (Colômbia)
- Carolina Crushes (Major League - EUA)
- Tour RoadRunners
- Red Army (WCHL “B” - EUA)
- Team Sarnia]] (New Great Lakes - EUA)
- Michigan State (EUA)
- Team Rango
- Br-Wizards (Hong Kong In-line Cup)
- LA Pama Cyclones
- Caniballs (Venezuela)
- EVZ (Suíça - Second Division “B”)
- Colorado Thunder Springs - THE PIHA
- Seleção Brasileira de Hóquei em Linha (1995, 1996, 1997, 1998, 1999, Jogos Pan-Americanos de 1999, Jogos Pan-Americanos de 2003)

### Títulos como técnico
- Campeão paulista pré mirim - Equipe Revengers
- Campeão nacional colombiano em 1999, 2000, 2001 - Equipe Capitals de Bogotá
- Campeão regional colombiano em 1999, 2000, 2001 - Equipe Capitals de Bogotá
- Quinto lugar Jogos Pan-Americanos de 2003 - Seleção da Colômbia
- Campeão paulista júnior em 2012 - Sociedade Esportiva Palmeiras
- Medalha de prata TORHS MEN'S Division 2011- Team Rango
- Medalha de prata NARCH Pee Wee 2008 - Team Br- Wizards
- Medalha de bronze NARCH WOMEN's 2006 - Team Br-Wizards
- Campeão aberto de Sertãozinho 2010 - Team Rango
- Campeão mundial 2012 Seleção do Canadá Feminina
- Sétimo lugar mundial FIRS 2012 Seleção Masculina da Latvia

### Títulos como jogador
- Melhor jogador do ano em 1996, 1997, 1998 e 1999
- Melhor jogador Disney Shoout em 2008 e 2009
- Artilheiro do campeonato paulista em 1997, 1998 e 1999
- Artilheiro do campeonato brasileiro em 1998, 1999 e 2003
- Campeão do prêmio Brasil Olimpico em 1999
- Artilheiro Copa internacional Cidade de Quito em 2001
- Artilheiro da liga colombiana de patinagem em 2000, 2001 e 2002
- Medalha de bronze nos Jogos Pan-Americanos de Winnipeg em  1999
- Medalha de bronze nos Jogos Pan-Americanos de Santo Domingo em  2003
- NARCH em 1999, 2000, 2007, 2008, 2009 e 2010
- Medalha de ouro no Desafio Brasil Estados Unidos em 1998
- TORHS em 2008 e 2011
- Pentacampeão da Copa do Brasil
- Hexacampeão paulista
- Tetracampeão brasileiro
- Tricampeão nacional colombiano
- Campeão da Copa Internacional de Quito
- Campeão Labeda Cup em 2011
- Medalha de prata NARCH PRO em 2012
- Medalha de bronze Team Labeda NARCH em 2012
- Campeão Paulista 2012 - Sociedade Esportiva Palmeiras